# Stegana sinica
Stegana sinica är en tvåvingeart som beskrevs av Vasily S. Sidorenko 1991. Stegana sinica ingår i släktet Stegana och familjen daggflugor. Inga underarter finns listade i Catalogue of Life.